# Quesnelia quesneliana
Quesnelia quesneliana är en gräsväxtart som först beskrevs av Adolphe-Théodore Brongniart, och fick sitt nu gällande namn av Lyman Bradford Smith. Quesnelia quesneliana ingår i släktet Quesnelia och familjen Bromeliaceae. Inga underarter finns listade i Catalogue of Life.

## Bildgalleri

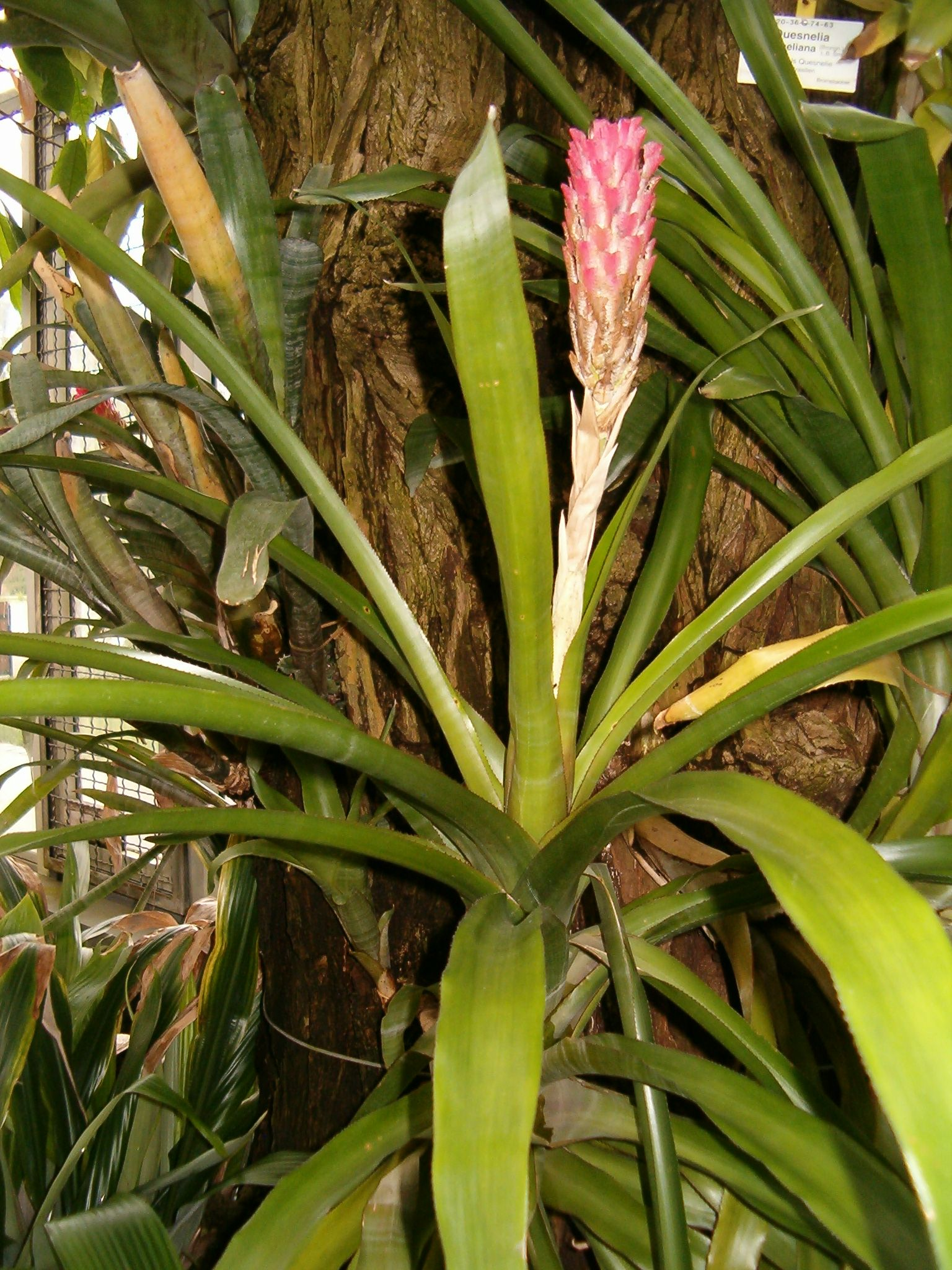
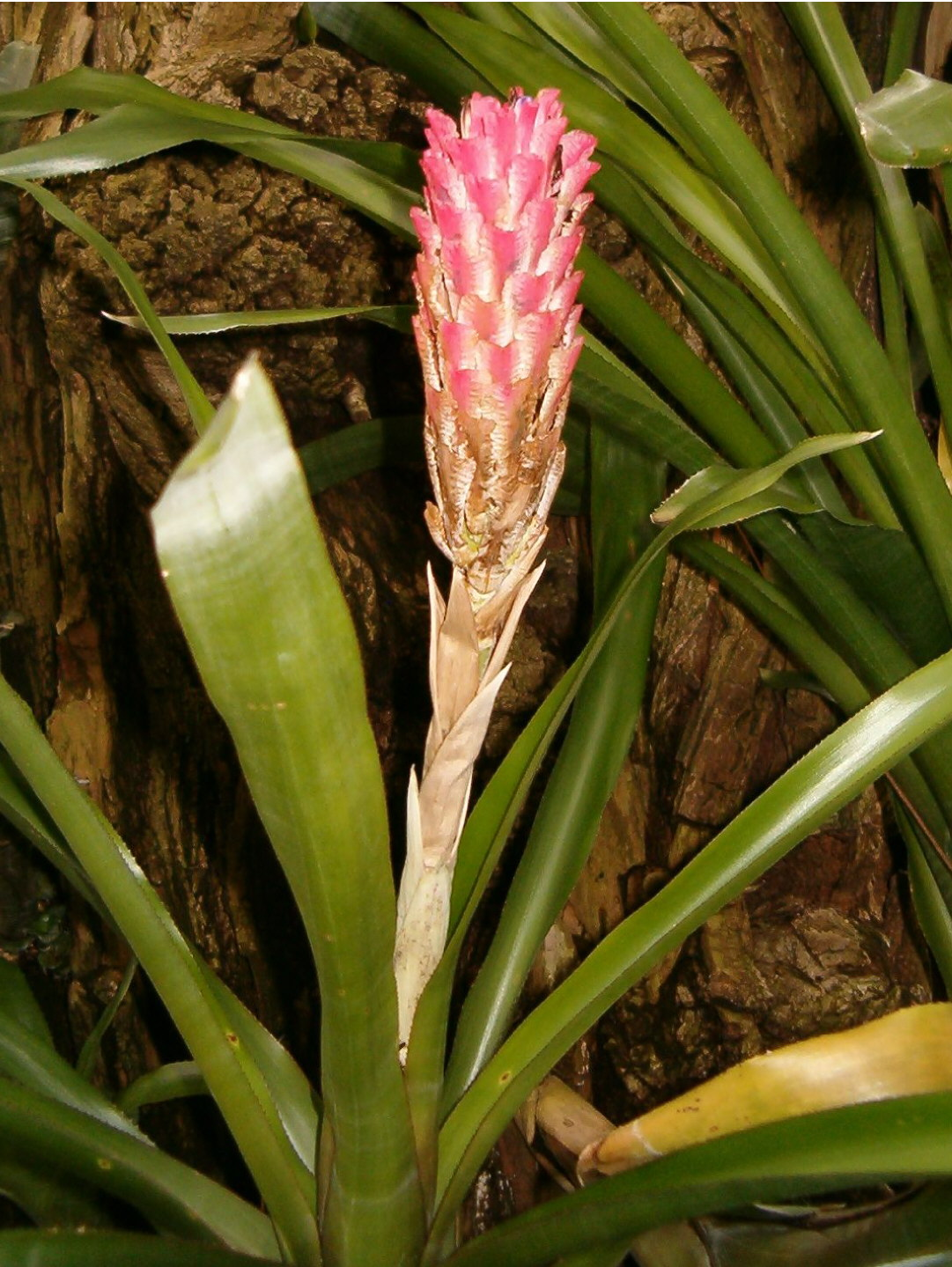
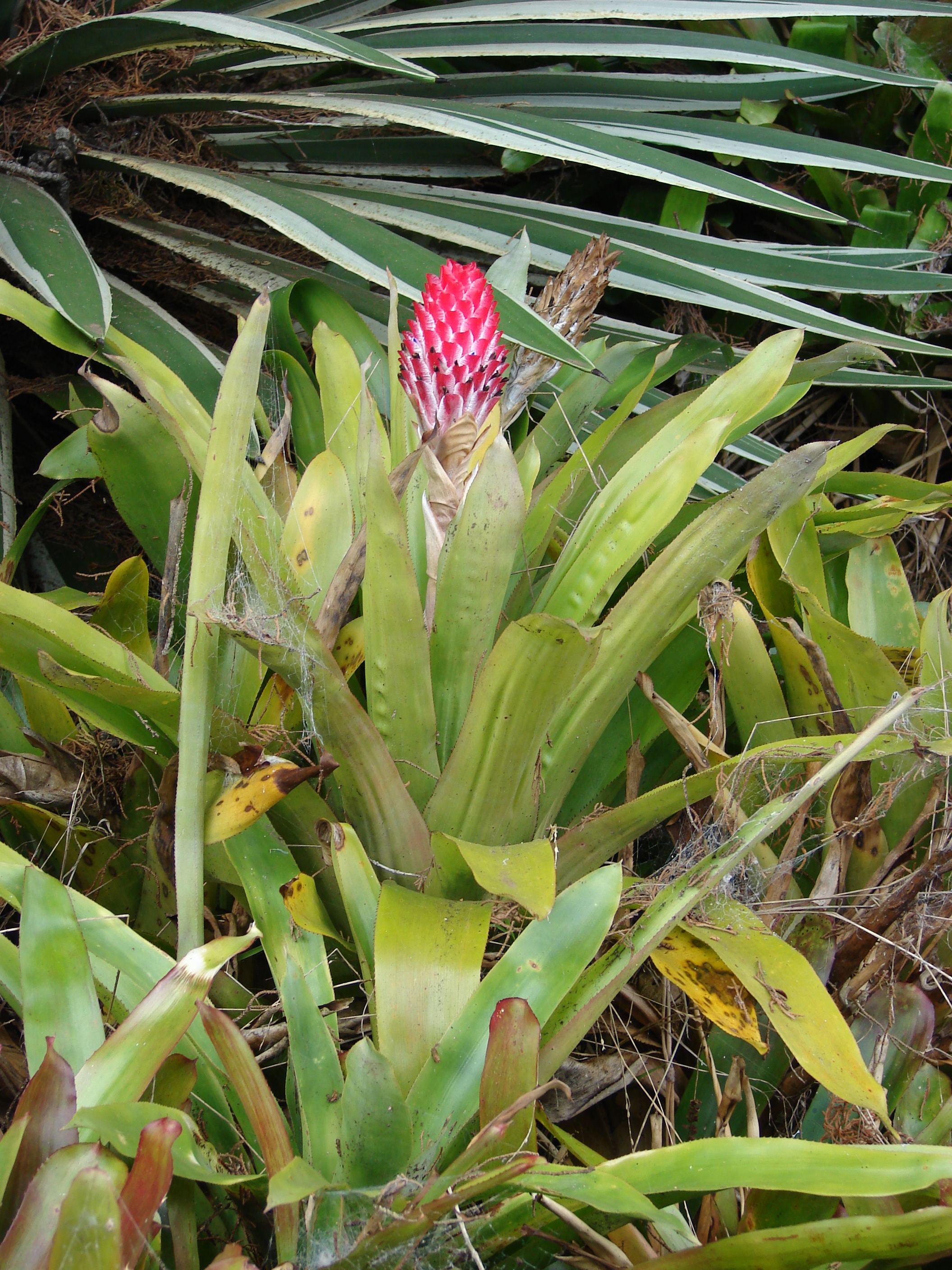
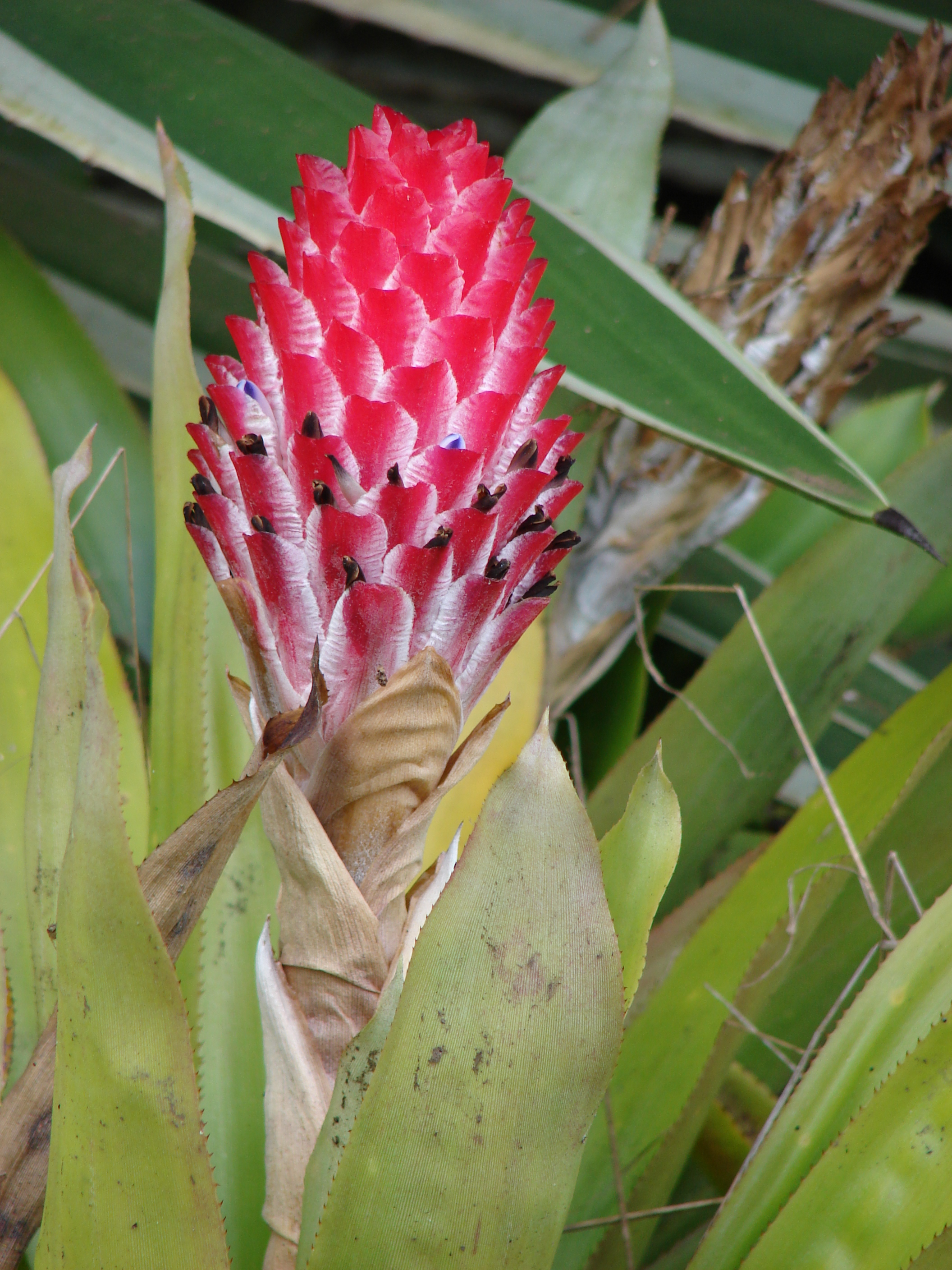